# Шервуд Андерсон
Шервуд Андерсон (енгл. Sherwood Anderson, Камден (Охајо), 13. септембар 1876 — Колон, 8. март 1941) је био амерички књижевник.
Побуњеник је против стандардизације живота у индустријској цивилизацији, о чему пише у романима „Син Виндија МекФерсона“, „Људи на маршу“, „Сиромашан белац“ и, напопуларнијем роману, „Црни осмех“. У збирци новела „Винсбург. Охајо“ (1919) приказује спутане младе сањаре и људе промашене егзистенције у амбијенту америчког градића на Средњем западу, средини која гуши њихове емоције и искривљује њихове личности. У тој књизи, као и у збирци „Тријумф јајета“ (1921), одриче се заплета у корист животне аутентичности. Снажно је утицао на новије америчке писце, посебно на Хемингвеја, док је прошао снажан утицај Гертруде Стајн и психоанализе, стварајући романе и приповетке у знаку побуне против реда и стеге које намећe живот у индустријској цивилизацији и с вером у искупитељску снагу Ероса.

## Дела
- Син Виндија МекФерсона
- Људи на маршу
- Сиромашан белац
- Црни осмех
- Винсбург. Охајо (збирка новела)
- Тријумф јајета